# Récif Wachusett

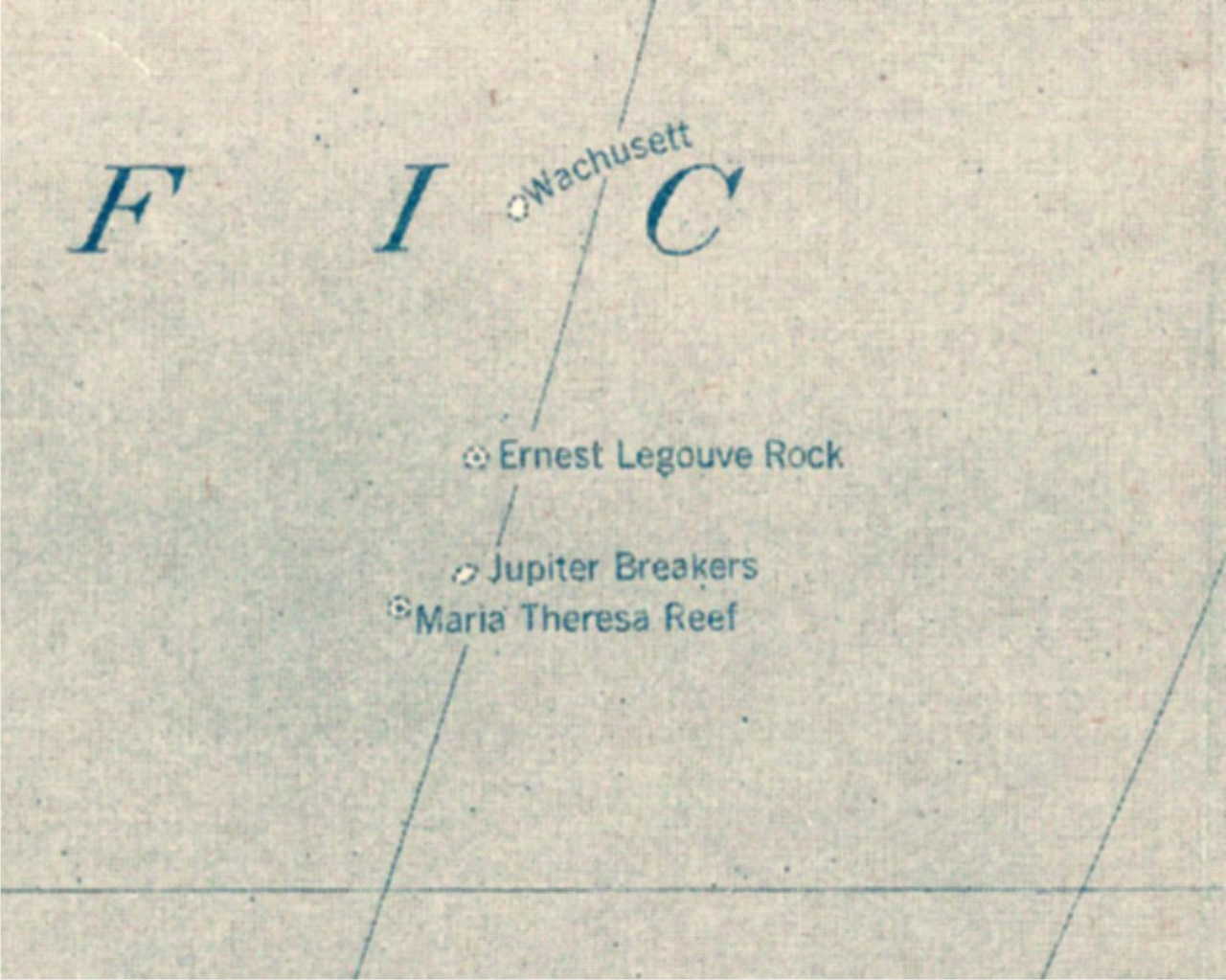
Carte de 1921 faisant apparaître le récif Wachusett.

Le capitaine Lambert du navire Wachusett a rapporté avoir aperçu, le 4 juin 1899, un récif qui semblait être de formation corallienne à une latitude d'environ 32° 18′ S, 151° 08′ O. Le récif semblait faire environ 500 pieds de large. Le fond était d'une couleur gris foncé avec un bleu profond des deux côtés du récif. La profondeur a été estimée à 5-6 brasses; malheureusement aucun sondage n'a été fait.
L'édition 2005 de l'Atlas National Géographique du monde montre encore le récif Wachusett, avec une profondeur de 9 mètres. Néanmoins, son existence est douteuse. D'autres récifs proches constatés semblent ne pas exister : le récif Ernest Legouvé, le récif Jupiter, et l'île Tabor (récif Maria-Theresa).